# Basavapatna, Tumkur
Basavapatna là một làng thuộc tehsil Tumkur, huyện Tumkur, bang Karnataka, Ấn Độ.